# Суворов (город)
Суво́ров — город (с 1954) в Тульской области России, административный центр Суворовского района. Образует городское поселение город Суворов.
Население — 17 598 чел. (2021).

## Этимология
Первоначально деревня Суворова с названием от антропонима: Сувор, Суворов — фиксируются в документах XV—XVI веков. В связи со строительством Черепетской ГРЭС был образован рабочий посёлок Суворовский, который в 1954 году получил статус города и название «Суворов».

## География
Город Суворов расположен на расстоянии 87 км от г. Тулы, 55 км от г. Калуги и 270 км от г. Москвы.

### Климат
Преобладает умеренно континентальный климат. Зимы холодные и продолжительные. Лето тёплое и короткое. Самый тёплый месяц июль со средней температурой 22,2 °C, а самый холодный — январь, со средней температурой −1,3 °C. Среднегодовая норма осадков — 444 мм. Меньше всего осадков выпадает в октябре, а больше всего в июне.

## История
Одна из четырёх железнодорожных станций, расположенных в Лихвинском уезде, — Суворово, находилась на левом берегу реки Черепеть, а на противоположном берегу — деревня Суворово. По рассказам горожан, происхождение деревни Суворово следующее: её основали демобилизованные солдаты армии Суворова.
В 1934 году в районе началась добыча огнеупорной глины, которую отправляли на ст. Суворово, и рудник с посёлком получил название Суворовский. В 1949 году началось строительство Черепетской ГРЭС, новый посёлок электростанции также был назван Суворовским. В 1951 году посёлок Суворовский отнесен к категории рабочих посёлков.
12 августа 1954 года рабочий посёлок Суворовский Ханинского района был преобразован в город районного подчинения Суворов.
28 февраля 1958 года районный центр Ханинского района был перенесён из рабочего посёлка Ханино в город Суворов, а район переименован в Суворовский.
С 2006 года город образует муниципальное образование (городское поселение) «город Суворов».

## Население
| 1959    | 1967    | 1970    | 1979    | 1989    | 1992    | 1996    | 1998    | 2000    | 2001    | 2002    | 2003    |
| ------- | ------- | ------- | ------- | ------- | ------- | ------- | ------- | ------- | ------- | ------- | ------- |
| 14 143  | ↗17 000 | ↘16 919 | ↗19 343 | ↗21 885 | ↗21 900 | ↘21 800 | ↘21 600 | ↘21 200 | ↘21 100 | ↗21 213 | ↘21 200 |
| 2005    | 2006    | 2007    | 2008    | 2010    | 2011    | 2012    | 2013    | 2014    | 2015    | 2016    | 2017    |
| ↘20 500 | ↘20 300 | ↘20 100 | ↘19 900 | ↘18 973 | ↗19 000 | ↘18 610 | ↘18 299 | ↘18 015 | ↘17 829 | ↘17 615 | ↘17 506 |
| 2018    | 2019    | 2020    | 2021    |         |         |         |         |         |         |         |         |
| ↘17 450 | ↘17 360 | ↘17 173 | ↗17 598 |         |         |         |         |         |         |         |         |

На 1 января 2025 года по численности населения город находился на 720-м месте из 1124 городов Российской Федерации.

## Промышленность
Черепетская ГРЭС — котлотурбинная конденсационная электростанция на угле установленной мощностью 450 МВт; в ходе реформы вошла в состав ОГК-3.
Суворовские электрические сети ОАО «Тулэнерго».
Черепетский завод железобетонных изделий и конструкций ОАО «СПК Мосэнергострой». Завод выпускает широкий спектр железобетонных изделий: сетевого, инженерного, энергетического, жилищного назначения. Производит полные комплекты железобетонных изделий для строительства жилых домов с наружным ограждением в кирпичном или панельном варианте. Кондитерская фабрика "Суворовские конфеты.
ОАО «Автоколонна № 1288».
С 1991 года по настоящее время закрыты предприятия:
Филиал Тулаточмаш (п. Центральный), Завод крупнопанельного домостроения, Суворовское рудоуправление, Ханинский арматурный завод (п. Ханино), Митинский чугунолитейный завод (п. Песоченский), Сельхозмаш (п. Черепеть), Фабрика объёмной пряжи, Молокозавод, Хлебокомбинат, Мясокомбинат, Фабрика «Экспресс», Новоалександровский щебзавод.
В Суворовском районе закрыто много мелких строительных, лесных, сельскохозяйственных предприятий типа лесхозов, ПМК, ПСО, МСО, ПОЙМА, пекарни, базы, колхозы, совхозы, колбасные цеха.
В феврале 2021 — в рамках инвестиционного проекта от 2019 года — запущено предприятие по производству дезинфицирующих средств ООО «Трансхим». Планируемый объём инвестиций в ходе реализации проекта — 350 млн рублей, создано порядка 100 рабочих мест.

## Транспорт
Через город проходит однопутная тепловозная железнодорожная линия Смоленск — Тула с платформой 88 км (одна пара пригородных поездов Урванка — Черепеть) и автомобильная дорога Малоярославец — Орёл. Действует железнодорожная станция Збродово.
На 17 км автодороги Чекалин — Суворов — Ханино (въезд в город Суворов) расположена АЗС.
В городе развита система такси, действует около шести перевозчиков.
С Москвой Суворов связан прямым автобусным маршрутом, который отправляется от автовокзала два раза в день. Есть пригородные автобусы до различных сёл и деревень Суворовского района и до города Чекалин. Городские автобусы следуют по маршруту Суворовская ЦРБ — Дворцовая площадь — площадь Победы — Черепетская ГРЭС.

## Образование
- Школа № 1
- Школа № 2
- Начальная школа
- Начальная корр. школа — дет. сад
- Гимназия
- Школа № 5
- Детская школа искусств
- Государственное профессиональное образовательное учреждение Тульской области «Тульский технико-экономический колледж имени А. Г. Рогова»
- МБОУ ДОД «Центр творческого развития и гуманитарного образования»

## Культура
- Центр культуры, досуга и кино (в советское время назывался Дом культуры)
- Суворовский районный краеведческий музей (улица Калинина, 2а)
- Суворовский парк
- Центральная районная библиотека
- Детская библиотека (улица Ленинского Юбилея, 5)

Среди памятников и памятных мест советского времени выделяется расположенная в центре города братская могила с мемориальным комплексом погибшим на фронтах Великой Отечественной войны (архитектор Ю. Н. Тимохин, скульптор М. В. Прокофьева) и монумент в честь 50-летия Победы (автор проекта С. В. Борисов) в центральном суворовском сквере.

## СМИ
- Районная общественно-политическая газета «Светлый путь» издаётся с 6 сентября 1930 года. Тираж на 1 февраля 2011 года составлял 5700 экземпляров.
- Еженедельная газета объявлений и информации «Перекрёсток» издаётся с 13 февраля 2008 года.

## Здравоохранение
- Суворовская центральная районная больница. Архивировано 23 марта 2014 года.

## В кино
- Жить (фильм, 2012)
- Непридуманная история (фильм, 1964)